# James Reynolds (Verleger)
James Reynolds (* 1817 in Stratford Langthorne Abbey; † 1876) war ein in der Mitte des 19. Jahrhunderts in London tätiger Verleger von Landkarten und Seekarten.
Reynolds produzierte zahlreiche Karten und Reiseführer von London und der Umgebung sowie verschiedene astronomische und wissenschaftliche Karten.
James Reynolds war ab 1836 Herausgeber von Reynods’ Travelling Atlas und hatte seine Räumlichkeiten in 174 Strand. Daneben verlegte er Karten von London und Suffolk 1850 und Astronomical Diagrams 1851.
John Emslie (* 1813 Newington in Surrey; † 1875) erhielt eine Ausbildung als Kupferstecher in der Gray’s Inn Road bei Thomas Harwood, dem Graveur, gründete 1843 sein eigenes Druckvorlagenunternehmen und arbeitete mit Reynolds bei der Herstellung von Karten und Diagrammen zusammen.
1874 wurde er James Reynolds Fellow der Royal Geographical Society.
Reynolds Familie wohnte über dem Verlag in der Strand Street 174 in London.
Der Verlag wurde von seinen Söhnen William Henry Reynolds (1847–1907) und Frederick Reynolds (* 1850) als „James Reynolds & Sons“ weitergeführt.
Seine Tochter Alice Mary Reynolds (* 1852) arbeitete ebenfalls für das Unternehmen als chromolithografische Künstlerin.
Das Unternehmen wurde Ende des 19. Jahrhunderts an den von Charles Smith (1768–1854) gegründeten Verlag verkauft.